# Hyale pugettensis
Hyale pugettensis är en kräftdjursart som först beskrevs av James Dwight Dana 1853.  Hyale pugettensis ingår i släktet Hyale och familjen Hyalidae. Inga underarter finns listade i Catalogue of Life.